# Kyzyl Kum
El Kyzyl Kum (en uzbeko: Qizilqum; en kazajo: Қызылқұм), también llamado Qyzylqum, es el undécimo desierto más grande del mundo. Su nombre significa arena roja en uzbeko, kazajo y turco. Está situado en Asia Central entre los ríos Amu Daria y Sir Daria, y está dividido entre Kazajistán, Uzbekistán y (parcialmente) Turkmenistán. Cubre unos 298 000 km².

## Geografía
El territorio consiste principalmente de una extensa llanura a una altitud de hasta 300 m sobre el nivel del mar, con un número de depresiones y tierras altas (Sultanuizdag, Bukantau). La mayoría de la superficie está cubierta con dunas de arena (barjanas); en el noroeste grandes áreas están cubiertas con takires (capas de arcilla); hay también algunos oasis. Hay asentamientos agrícolas a lo largo de los ríos ,en los oasis y se encuentra el Mar de Aral Las temperaturas pueden ser muy altas durante los meses de verano, de mediados de mayo a mediados de septiembre. Kerki, una extrema ciudad del interior situada en la orilla del río Amu Daria, registró 51,7 °C en julio de 1983.

## Fauna

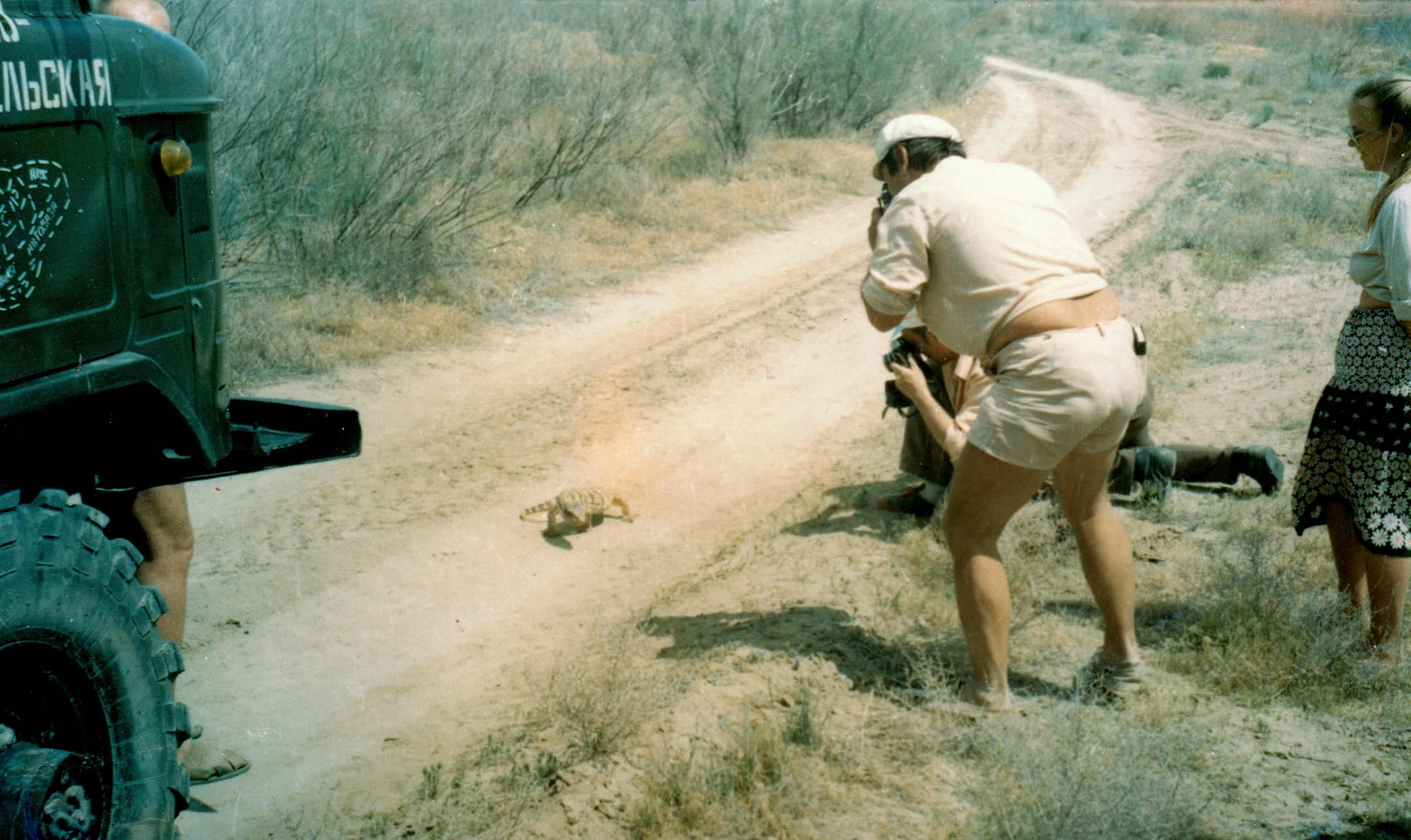
Joven lagarto monitor gris de Asia Central en el desierto de Kyzylkum.

Entre la fauna del desierto figuran especies migratorias esporádicas en invierno en la parte norte del desierto como el antílope saiga (Saiga tatarica) y un gran lagarto del desierto o varano transcaspiano (Varanus griseus) que puede alcanzar longitudes de 1,6 m. Hay una reserva natural del Kyzyl Kum en la provincia de Bujará, fundada en 1971. La superficie de la reserva asciende a 101.000 km² y está situada en el terreno de inundación (tugai) drenado por el Amu-Daria cerca del asentamiento de Dargan Ata. Entre la fauna figuran el ciervo de Bujará (una especie local de Cervus elaphus), jabalí (Sus scrofa), faisán común (Phasianus colchicus), águila real (Aquila chrysaetos).

## Galería

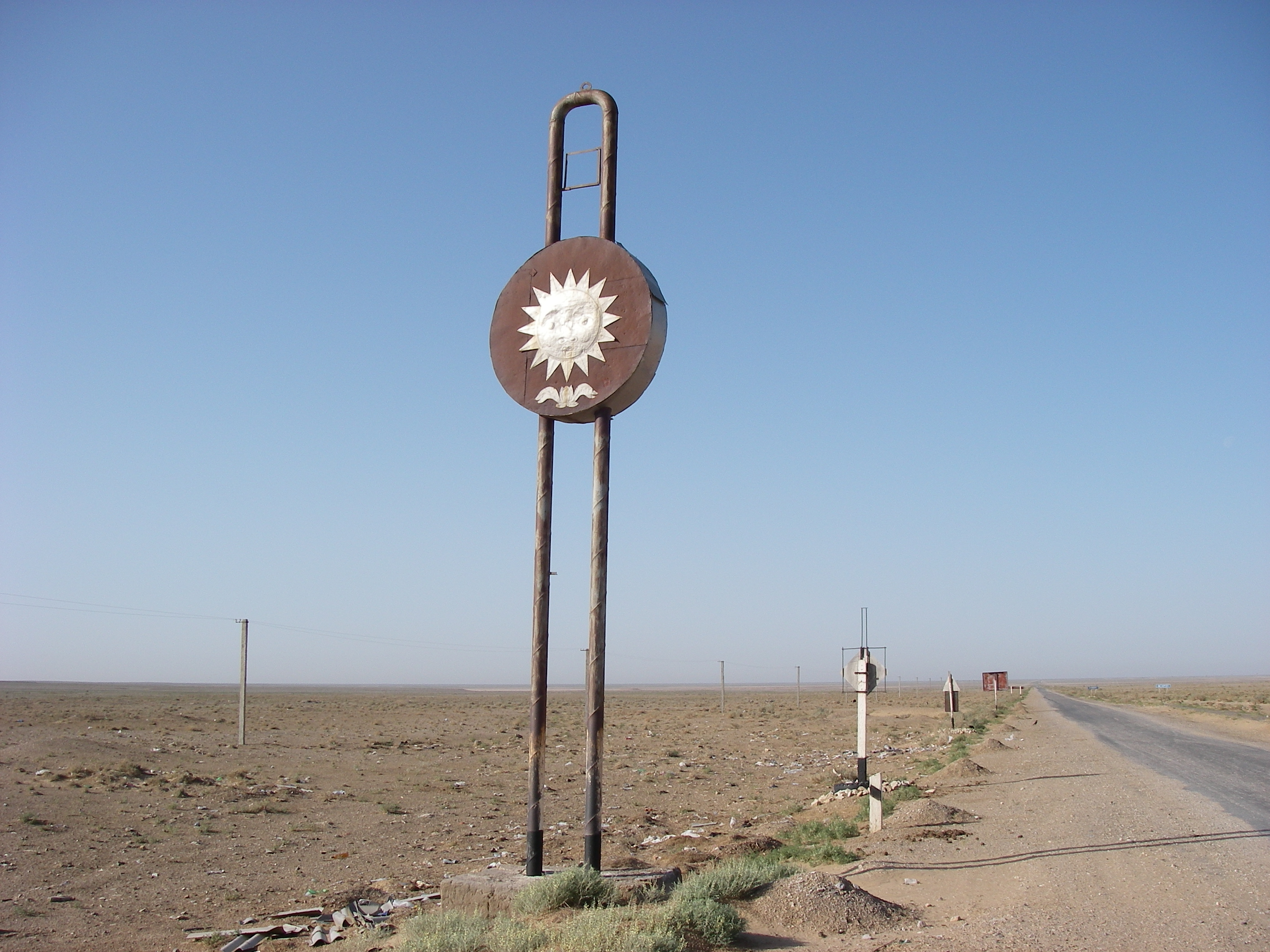
El Kyzyl Kum al sur de Dzhangeldy, Uzbekistán.
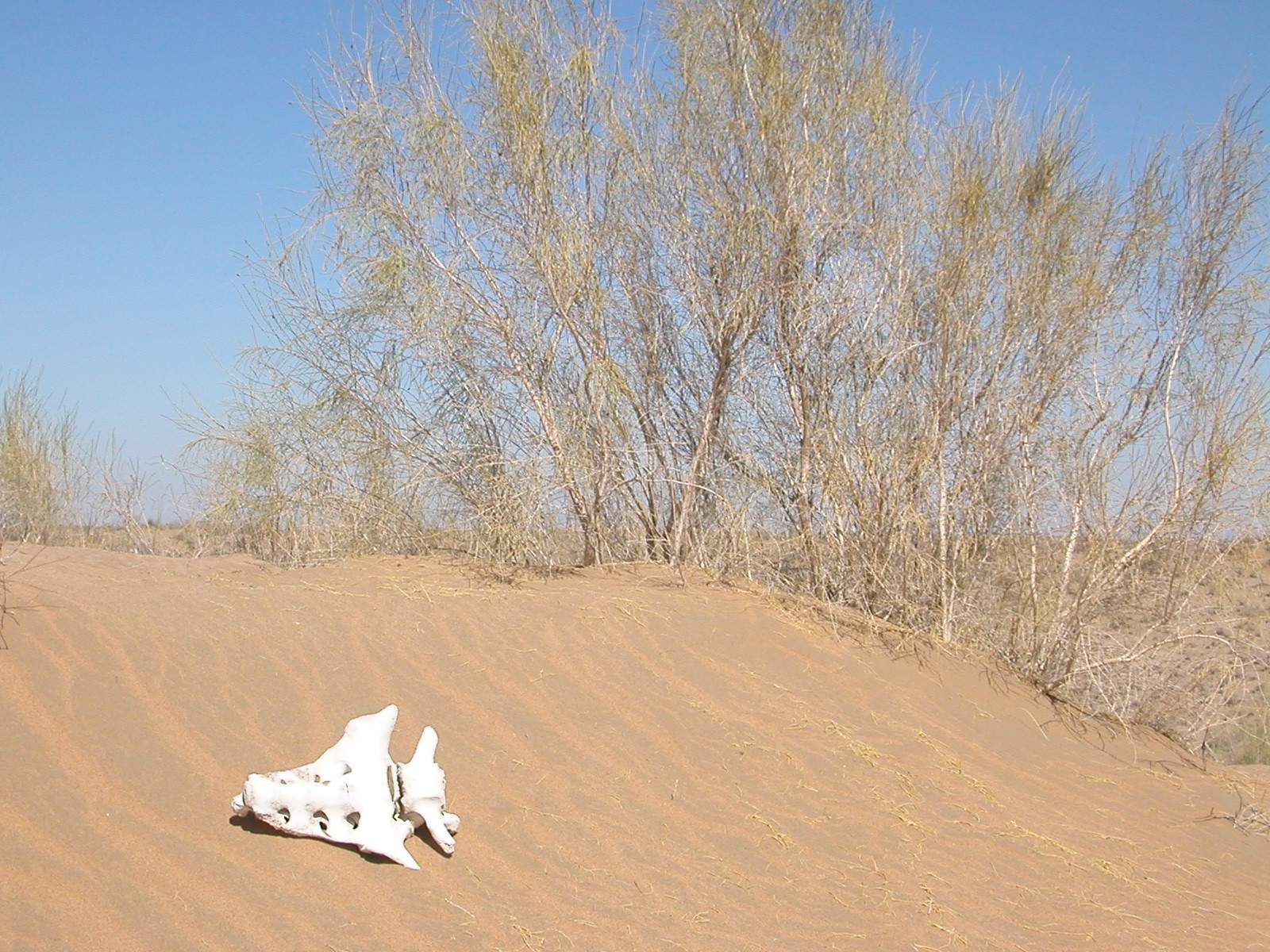
La mayoría del área está cubierta por dunas de arenas.
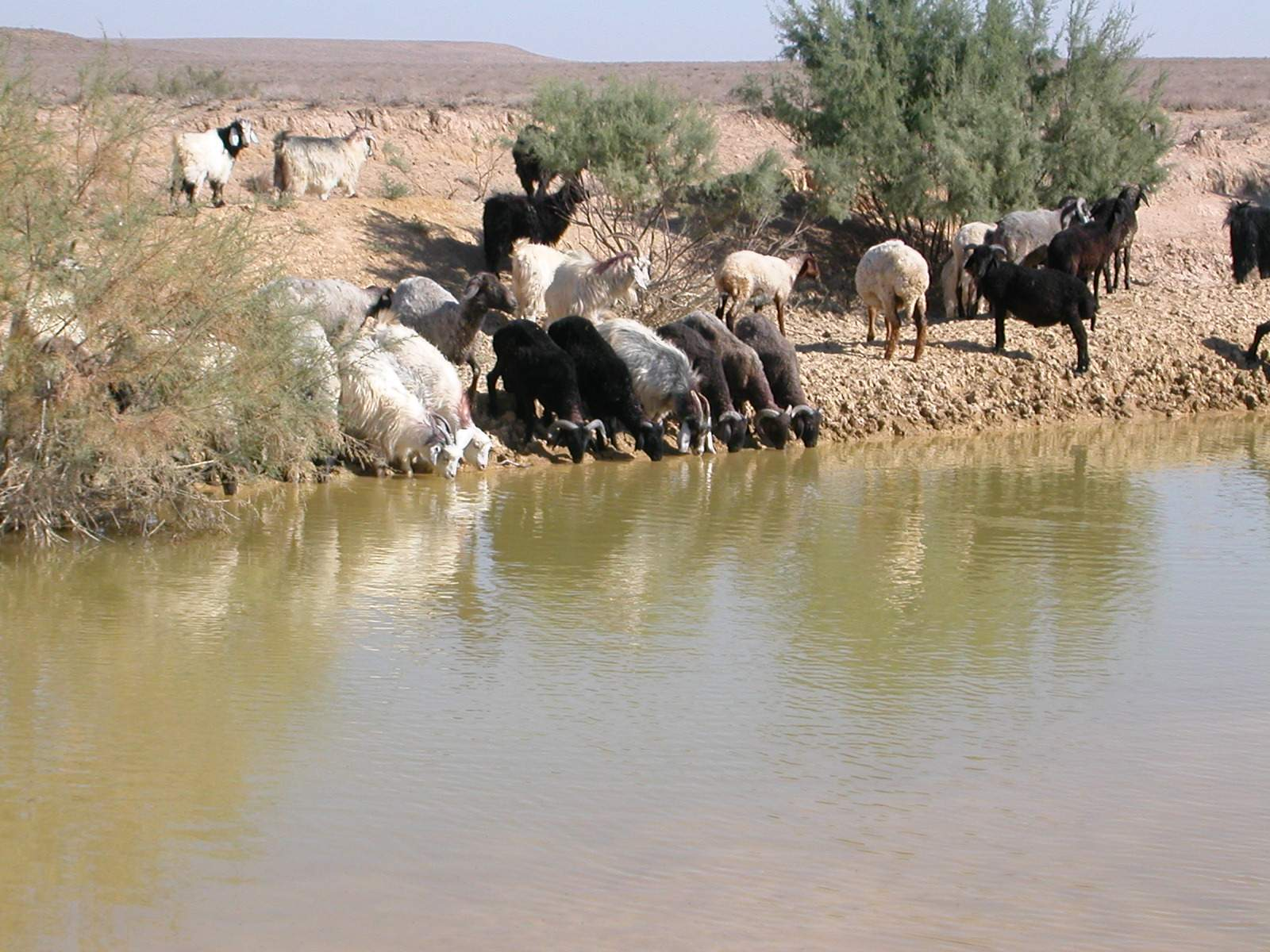
Los locales usan los grandes espacios del Kyzyl Kum para el pasto de ganado.